# کراکل
کراکل (انگلیسی: Crackles) یا رال یکی از صداهای غیرطبیعی ریوی در سمع ریه است که در دم به صورت ناپیوسته (غیرممتد) شنیده می‌شود.
رال می‌تواند یک طرفه یا دوطرفه باشد، در قاعده ریه یا بخش‌های فوقانی آن سمع شود و ضعیف یا شدید باشد.
علل ایجادکننده کراکل:سینه پهلو (پنومونی)، آتلکتازی، فیبروز ریه، برونشیت، نایژه‌فراخی، نارسایی احتقانی قلبی و ادم ریه.

## طبقه‌بندی دیگر
کراکل خشن (رونکای): معمولاً به علت باز شدن راه‌های هوایی حاوی موکوس یا مایع آزاد است و در برونشکتازی و ادم شدید ریه شنیده می‌شود.
کراکل فاین یا ظریف (رال): به علت باز شدن آلوئول‌های کلاپس شده‌است در بیماری‌های بافت بینابینی ریه (ILD) و ادم ریه شنیده می‌شود.